# Benita Ferrero-Waldner
Benita Ferrero-Waldner (n. 5 septembrie 1948, Salzburg, Austria) este o diplomată și politiciană austriacă, membră a Partidului Popular Austriac (ÖVP). Ea a activat în funcția de Ministru al Afacerilor Externe al Austriei între 2000–2004 și a fost candidatul Partidului Popular Austriac la alegerile prezidențiale din 2004, pe care le-a pierdut la limită cu 47,6% din voturi. De asemenea, Benita Ferrero-Waldner a fost  Înalt Reprezentant al Uniunii Europene pentru Afaceri Externe și Politica de Securitate între 2004 și 2009 și  Comisar european pentru comerț și politica de vecinătate în perioada 2009 - 2010.